# Robert Hofrichter

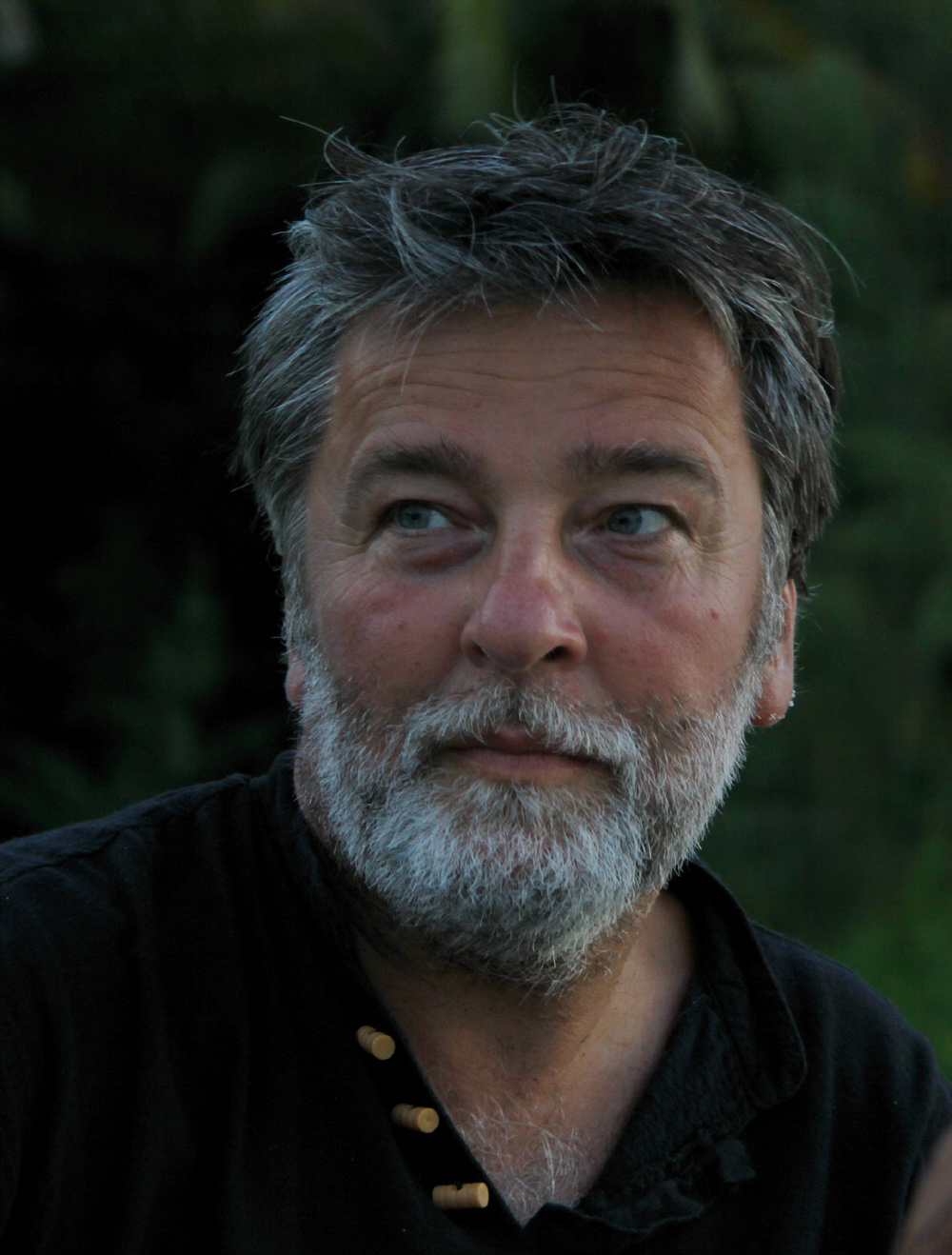
Robert Hofrichter

Robert Hofrichter (* 23. Dezember 1957 in Bratislava) ist ein österreichischer Zoologe, Meeresbiologe, Naturschützer, Buchautor, Journalist und Naturfotograf. Seit dem Ende der 1990er Jahre widmet er sich intensiv dem Meeresschutz und gründete für diesen Zweck mehrere Nichtregierungsorganisationen wie MareMundi und Red Sea Environmental Center.

## Leben und Werk
Robert Hofrichter ist in Bratislava aufgewachsen. 1981 emigrierte er nach Österreich und lebt seitdem in Salzburg. Nach dem Studium der Biologie/Zoologie an der Universität Salzburg, das er 1995 mit der Promotion abschloss, widmete er sich mehrere Jahre der publizistischen Tätigkeit und veröffentlichte etwa zwanzig Bücher, in denen stets der Arten- und Lebensraumschutz in den Mittelpunkt gerückt wurden. Nebenbei unterrichtete er Meeresbiologie an privaten Meeresstationen rund um das Mittelmeer. Seit 2003 widmet sich Hofrichter Natur- und Meeresschutz im Rahmen von eigenen, von ihm gegründeten Organisationen.
Das 2004 gestartete „forum natur & zukunft“ ist eine Initiative und Plattform, die unter dem Namen „Die Rückkehr der Wildtiere“ schwerpunktmäßig den heimischen, bedrohten Wildtierarten gewidmet war. Es entstand ein gleichnamiges Buch und eine Monographie über den Luchs, daneben Kurzberichte für das Fernsehen und Aufklärungsartikel in Zeitungen und Magazinen, die zur höheren Toleranz der Bevölkerung den rückkehrenden Wildtieren gegenüber beitragen sollten – nicht zuletzt auch in Bezug auf die drei großen Karnivoren Bär, Wolf und Luchs. 2001 erschien Band I des von Hofrichter herausgebrachten dreibändigen Werkes „Das Mittelmeer – Fauna, Flora, Ökologie“. 2003 folgte Band II/1. Das durch ein internationales Autorenteam zusammengestellte Buch fasst alle im Mittelmeer nachgewiesenen Spezies zusammen. Um die Veröffentlichung des Schlussbandes voranzutreiben und einen Beitrag zum Meeresschutz am Mittelmeer zu leisten, wurde die Meeresschutzorganisation MareMundi - Verein zur Förderung der Meereswissenschaften gegründet. Seit 2003 ist Hofrichter mit der von ihm gegründeten Organisation Red Sea Environmental Center am Roten Meer aktiv. Die Erforschung der Ökosysteme der Korallenriffe, Unterweisung der jüngeren Generation und Meeresschutz stehen im Mittelpunkt der Tätigkeit des RSEC.
In Kooperation mit dem Westdeutschen Rundfunk arbeitete Hofrichter an sieben Folgen der Serie „Bedrohte Paradiese“ mit, die für mehr Nachhaltigkeit in der Tourismusindustrie und für den Erhalt von natürlichen Lebensräumen plädiert.
2017 erschien Hofrichters Buch Das geheimnisvolle Leben der Pilze. Die faszinierenden Wunder einer verborgenen Welt. In dem Werk geht es nicht darum, Pilze zu bestimmen, sondern in ihre Lebenswelt einzutauchen.
Im August 2020 erschien das von Hofrichter herausgegebene umfassende Kompendium „Das Mittelmeer, Geschichte und Zukunft eines ökologisch sensiblen Raums“ zu Natur, Geschichte und Umwelt im mediterranen Raum.

## Werke (Auswahl)
- 2000: Amphibien
- 2000: Seychellen: Juwelen im Indischen Ozean
- 2000: Auwälder
- 2000: Blumen: Bestimmen – Erleben – Schützen
- 2000: Pilze : bestimmen – erleben – schützen
- 2001: Das Mittelmeer, Band 1 – Fauna, Flora, Ökologie
- 2003: Das Mittelmeer, Band 2/1 – Fauna, Flora, Ökologie: Bestimmungsführer
- 2004: Der Luchs: Rückkehr auf leisen Pfoten
- 2004: Mythos Mittelmeer. Von mediterranen Träumen und der Magie des Südens
- 2005: Die Rückkehr der Wildtiere: Wolf, Geier, Elch & Co
- 2007: Räuber, Monster, Menschenfresser: 99 Unwahrheiten über Haie
- 2012: Bedrohte Paradiese
- 2013: Wasser
- 2014: Das Vermächtnis der Tiefe: Ein Mittelmeer-Krimi (unter Pseudonym Bob Robins)
- 2014: Von Pressburg nach Salzburg: Grenzgänge zwischen Städten, Völkern und Regionen der k.u.k. Monarchie
- 2016: Entdecke die Robben
- 2016: Des Doppeladlers wilder Osten: Streifzüge durch Galizien und die Bukowina und der erste Traum von Europa
- 2017: Das geheimnisvolle Leben der Pilze. Die faszinierenden Wunder einer verborgenen Welt. Gütersloher Verlagshaus, Gütersloh 2017, ISBN 978-3-328-10302-8
- 2018: Im Bann des Ozeans. Expeditionen in die Wunderwelt der Tiefe. Gütersloher Verlagshaus, Gütersloh 2018, ISBN 978-3-579-08678-1
- 2018: Pilze. Faszinierende Wesen im Verborgenen. Franckh-Kosmos, Stuttgart, 2018, ISBN 978-3-440-16277-4
- 2020: Das Mittelmeer. Geschichte und Zukunft eines ökologisch sensiblen Raums. Springer Nature, Heidelberg, 2020, ISBN 978-3-662-58929-8
- 2020: Das Mittelmeer und der liebe Gott. Tredition, 2020, ISBN 978-3-347-21715-7

## Filmografie
- 2008–2010: Planet Schule: (WDR Fernsehen) Bedrohte Paradiese:

1. Ägypten/Rotes Meer – Letzte Tage im Paradies. Online
2. Malediven – Ein Paradies geht unter. Online
3. Kanaren – Inseln der Umweltsünder
4. Golf von Mexiko – Die Folgen der Ölkatastrophe
5. Kreta und die Inseln Griechenlands – Müllkippen im Mittelmeer
6. Thailand – Naturzerstörung im Tropenparadies. Online
7. Mallorca und die Balearen – Ferienparadies am Abgrund

- 2018: ttt – titel, thesen, temperamente (Das Erste): "Im Bann des Ozeans" – von der Vielfalt und Bedrohung der Weltmeere. Online (Memento vom 4. Oktober 2018 im Internet Archive).
- 2018: Terra X (ZDF): Drogen. Eine Weltgeschichte. Zwischen Rausch und Nahrung.